# Olena Kostevyčová
Olena Dmytrivna Kostevyčová (ukrajinsky: Олена Дмитрівна Костевич; * 14. dubna 1985, Chabarovsk) je ukrajinská sportovní střelkyně. Je držitelkou čtyř olympijských medailí. Na hrách v Athénách roku 2004 vyhrála závod střelby ze vzduchové pistole na 10 metrů. Ve stejné disciplíně získala na olympijských hrách v Londýně roku 2012 bronz. V Londýně vybojovala ještě jeden cenný kov, bronz ze střelby sportovní pistolí na 25 metrů. Svou olympijskou sbírku rozšířila na hrách v Tokiu konaných roku 2021, kde získala bronzovou medaili v závodě smíšených dvojic střílejících vzduchovou pistolí na 10 metrů, spolu s Olehem Omelčukem. Na hrách v Tokiu byla rovněž vlajkonoškou ukrajinské výpravy na zahajovacím ceremoniálu. Je též dvojnásobnou mistryní světa (z MS 2002 v závodě 10 m vzduchová pistole a z MS 2017 ze závodu 25 metrů sportovní pistole) a pětinásobnou mistryní Evropy, když v letech 2011, 2002, 2015 a 2016 triumfovala v závodě na 10 m vzduchovou pistolí a roku 2021 přidala páté zlato ze závodu ženského družstva vzduchovou pistolí. Žije v Černihivu.